# 國道8號 (越南)

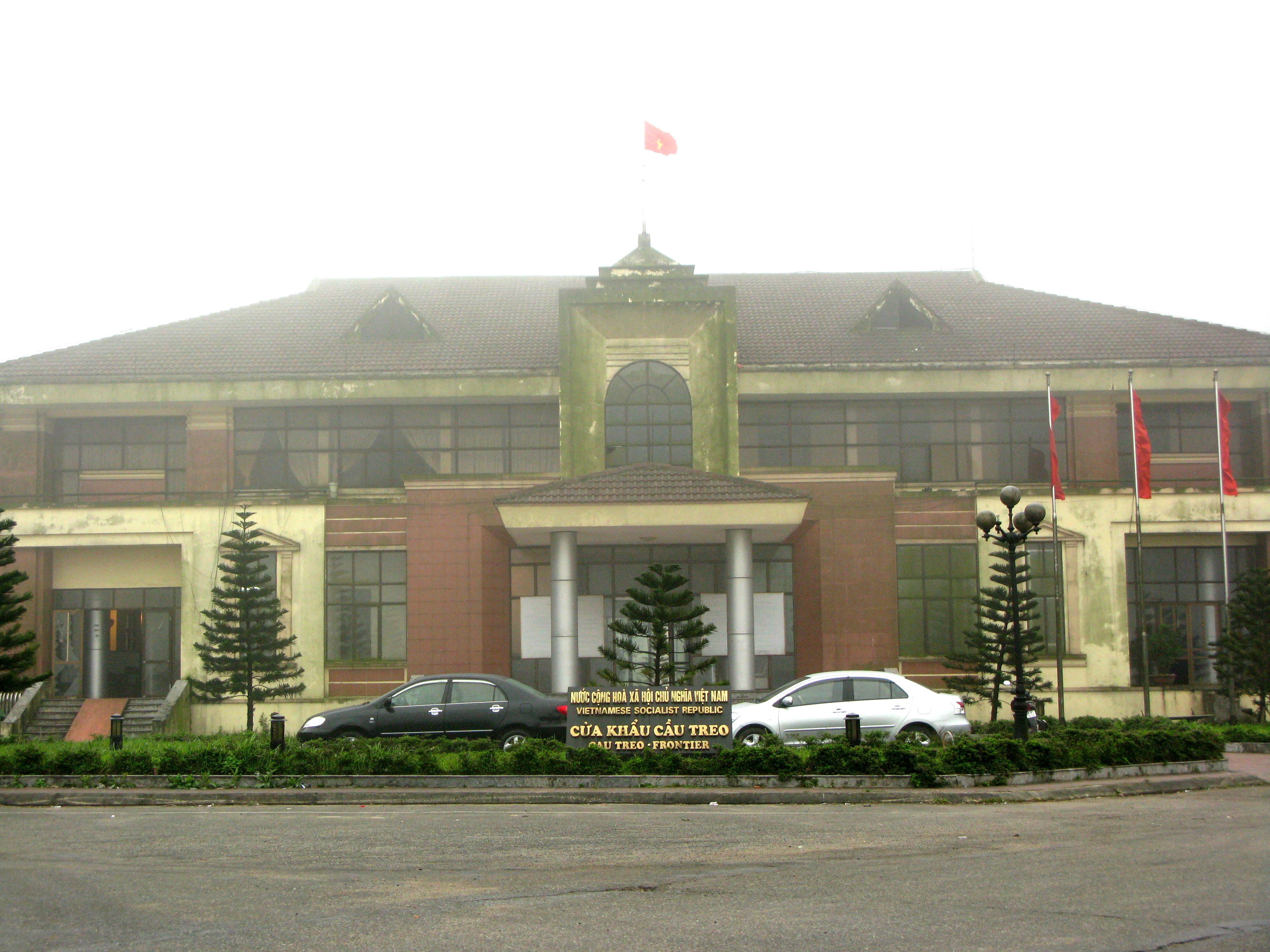
越南一方的檢查站

國道8號（越南语：／，簡稱QL.8，又稱）是越南的一條公路，橫貫河靜省，途經國道1號、胡志明公路和安南山脈，連接榮市和老撾邊境，並连接老撾8號公路，為越南通往泰國最近的陸路交通線。其中鴻嶺市社以西路段稱為國道8A號，長85.3公里；以東為國道8B號，長25公里。
公路是亚洲公路15号线的一部分。